# ガレージ・インク
『ガレージ・インク』（Garage Inc.）は、アメリカ合衆国のヘヴィメタル・バンド、メタリカが1998年に発表したカバー・アルバム。2枚組CDとして発売され、ディスク1には新録音のカバー曲、ディスク2には過去のシングル、EP、オムニバス・アルバムで発表されたカバー曲が収録された。

## 背景
「イッツ・エレクトリック」は、メタリカに多大な影響を与えたダイアモンド・ヘッドのカバーで、オリジナル・バージョンの作者ブライアン・タトラーによれば、メタリカは1982年のリハーサルで既にこの曲を演奏しており、当時ラーズ・ウルリッヒからテープを送られたという。「サブラ・カダブラ」はブラック・サバスのカバーで、クレジットには明記されていないが、同じくブラック・サバスの曲である「ナショナル・アクロバット」の断片も挿入されている。「アストロノミー」はブルー・オイスター・カルトのカバーで、同バンドのベーシストだったジョー・ブーチャードは1998年当時には出版業界で働いていたが、本作で自分の曲がカバーされたことが励みとなり、会社を辞めてミュージシャンとしての活動を再開した。レーナード・スキナードのカバー「チューズデイズ・ゴーン」は、レーナード・スキナードのオリジナル・メンバーであるゲイリー・ロッシントンを含む多数のゲストを迎えたアコースティック・スタジオ・ライブで、1997年12月18日放送のラジオ番組「Don't Call Us, We'll Call You」のために録音された。
アルバム・タイトルは、『メタル・マスター』（1986年）収録曲「Damage, Inc.」と、1998年当時は廃盤となっていたEP『The $5.98 E.P.: Garage Days Re-Revisited』（1987年）のセルフパロディである。なお、本作には『メタル・ガレージ』からの全曲も収録された。

## 反響・評価
母国アメリカのBillboard 200では初登場2位となり、ガース・ブルックスの『ダブル・ライヴ』に1位獲得を阻まれる結果となった。収録曲「ウィスキー・イン・ザ・ジャー」は、第42回グラミー賞で最優秀ハードロック・パフォーマンス賞を受賞した。ドイツのアルバム・チャートでは初登場1位となり、43週連続でトップ100入りした。
Stephen Thomas Erlewineはオールミュージックにおいて5点満点中4点を付け「初期のメタリカほど生々しくないが、『ロード』および『リロード』よりは聴く価値がある」と評している。また、『CDジャーナル』のミニ・レビューでは「全体的にリラックスした雰囲気が感じられるのは、前作、前々作で新たな方向性に挑んだ彼らが、次のステップへ進む前に肩ならしをしておきたかったからに違いない」と評されている。

## 収録曲

### ディスク1
| #   | タイトル | 作詞・作曲                                                                         | オリジナル                                                                                                  | 時間  |
| --- | --- | ---------------------------------------------------------------------------------- | --- | ----- |
| 1.  | 「フリー・スピーチ・フォー・ザ・ダム - Free Speech for the Dumb」                                                                                  | ケルヴィン・モリス、アンソニー・ロバーツ、ロイ・ウェインライト、ギャリー・マロニー | ディスチャージのアルバム『ヒア・ナッシング・シー・ナッシング・セイ・ナッシング』（1982年）より。            | 2:35  |
| 2.  | 「イッツ・エレクトリック - It's Electric」 | シーン・ハリス、ブライアン・タトラー                                               | ダイアモンド・ヘッドのアルバム『Lightning to the Nations』（1980年）より。                                  | 3:33  |
| 3.  | 「サブラ・カダブラ - Sabbra Cadabra」 | オジー・オズボーン、トニー・アイオミ、ギーザー・バトラー、ビル・ワード             | ブラック・サバスのアルバム『血まみれの安息日』（1973年）より。                                              | 6:20  |
| 4.  | 「ターン・ザ・ペイジ - Turn the Page」 | ボブ・シーガー                                                                     | ボブ・シーガーのアルバム『Back in '72』（1973年）より。                                                     | 6:06  |
| 5.  | 「ダイ、ダイ・マイ・ダーリン - Die, Die My Darling」                                                                                               | グレン・ダンジグ                                                                   | ミスフィッツのアルバム『Earth A.D./Wolfs Blood』（1983年）より。                                            | 2:29  |
| 6.  | 「ラヴァーマン - Loverman」 | ニック・ケイヴ                                                                     | ニック・ケイヴ&ザ・バッド・シーズのアルバム『レット・ラヴ・イン』（1994年）より。                           | 7:52  |
| 7.  | 「マーシフル・フェイト - Mercyful Fate (Featuring "Satan's Fall", "Curse of the Pharaohs", "A Corpse Without Soul", "Into the Coven" and "Evil")」 | キング・ダイアモンド、ハンク・シャーマン                                           | マーシフル・フェイトのEP「Mercyful Fate」（1982年）およびアルバム『メリッサ』（1983年）からの曲のメドレー。 | 11:11 |
| 8.  | 「アストロノミー - Astronomy」 | サンディ・パールマン、ジョー・ブーチャード、アルバート・ブーチャード               | ブルー・オイスター・カルトのアルバム『オカルト宣言』（1974年）より。                                        | 6:37  |
| 9.  | 「ウィスキー・イン・ザ・ジャー - Whiskey in the Jar」                                                                                              | トラディショナル                                                                   | シン・リジィが1972年に発表したシングルのアレンジに基づく。                                                  | 5:04  |
| 10. | 「チューズデイズ・ゴーン - Tuesday's Gone」 | ロニー・ヴァン・ザント、アレン・コリンズ                                           | レーナード・スキナードのアルバム『レーナード・スキナード』（1973年）より。                                  | 9:05  |
| 11. | 「ザ・モア・アイ・シー - The More I See」 | ケルヴィン・モリス、ピーター・パーティル、ロイ・ウェインライト、ギャリー・マロニー | ディスチャージのアルバム『ネヴァー・アゲイン』（1984年）より。                                              | 4:49  |

### ディスク2
Garage Days Re-Revisited '87
| #  | タイトル                                                                             | 作詞・作曲                                                                                   | オリジナル | 時間 |
| -- | ------------------------------------------------------------------------------------ | -------------------------------------------------------------------------------------------- | --- | ---- |
| 1. | 「ヘルプレス - Helpless」                                                            | シーン・ハリス、ブライアン・タトラー                                                         | ダイアモンド・ヘッドのアルバム『Lightning to the Nations』（1980年）より。                                       | 6:38 |
| 2. | 「ザ・スモール・アワーズ - The Small Hours」                                         | ジョン・モーティマー                                                                         | ホロコーストが1981年に録音・1983年に発表したライブ・アルバム『Live (Hot Curry & Wine)』より。                    | 6:43 |
| 3. | 「ザ・ウェイト - The Wait」                                                          | ジャズ・コールマン、ジョーディー・ウォーカー、マーティン・グローヴァー、ポール・ファーガソン | キリング・ジョークのアルバム『キリング・ジョーク』（1980年）より。                                               | 4:55 |
| 4. | 「クラッシュ・コース・イン・ブレイン・サージェリー - Crash Course in Brain Surgery」 | バーク・シェリー、トニー・ボージ、レイ・フィリップス                                         | バッジーのアルバム『イン・フォー・ザ・キル』（1974年）より。                                                     | 3:10 |
| 5. | 「ラスト・カレス/グリーン・ヘル - Last Caress/Green Hell」                           | グレン・ダンジグ                                                                             | ミスフィッツのEP『Beware』（1980年）からの曲と、アルバム『Earth A.D./Wolfs Blood』（1983年）からの曲のメドレー。 | 3:29 |

Garage Days Revisited '84
| #  | タイトル                                 | 作詞・作曲                                           | オリジナル                                                                 | 時間 |
| -- | ---------------------------------------- | ---------------------------------------------------- | -------------------------------------------------------------------------- | ---- |
| 6. | 「アム・アイ・イーヴィル? - Am I Evil?」 | シーン・ハリス、ブライアン・タトラー                 | ダイアモンド・ヘッドのアルバム『Lightning to the Nations』（1980年）より。 | 7:50 |
| 7. | 「ブリッツクリーグ - Blitzkrieg」        | ブライアン・ロス、ジム・シロット、イアン・ジョーンズ | ブリッツクリーグのシングル「Buried Alive」（1981年）のB面曲。              | 3:36 |

B-Sides & One-Offs '88-'91
| #   | タイトル                                              | 作詞・作曲                                                                                 | オリジナル                                                                                      | 時間 |
| --- | ----------------------------------------------------- | ------------------------------------------------------------------------------------------ | ----------------------------------------------------------------------------------------------- | ---- |
| 8.  | 「ブレッドファン - Breadfan」                         | バーク・シェリー、トニー・ボージ、レイ・フィリップス                                       | バッジーのアルバム『ネヴァー・ターン・ユア・バック・オン・ア・フレンド (友情)』（1973年）より。 | 5:41 |
| 9.  | 「ザ・プリンス - The Prince」                         | シーン・ハリス、ブライアン・タトラー                                                       | ダイアモンド・ヘッドのアルバム『Lightning to the Nations』（1980年）より。                      | 4:25 |
| 10. | 「ストーン・コールド・クレイジー - Stone Cold Crazy」 | フレディ・マーキュリー、ブライアン・メイ、ジョン・ディーコン、ロジャー・テイラー           | クイーンのアルバム『シアー・ハート・アタック』（1974年）より。                                  | 2:17 |
| 11. | 「ソー・ホワット - So What」                          | ニック・カルマー、クリス・イグゾール、クライヴ・ブレイク                                   | アンチ・ノーウェア・リーグのシングル「Streets of London」（1981年）のB面曲。                    | 3:08 |
| 12. | 「キリング・タイム - Killing Time」                   | レイモンド・ホーラー、ヴィヴィアン・キャンベル、トレヴァー・フレミング、デヴィッド・ベイツ | スウィート・サヴェージのシングル「Take No Prisoners」（1981年）のB面曲。                        | 3:03 |

Motorheadache '95
| #   | タイトル                                                  | 作詞・作曲                                                                 | オリジナル                                                    | 時間 |
| --- | --------------------------------------------------------- | -------------------------------------------------------------------------- | ------------------------------------------------------------- | ---- |
| 13. | 「オーヴァーキル - Overkill」                             | レミー・キルミスター、エディ・クラーク、フィル・テイラー                   | モーターヘッドのアルバム『オーヴァーキル』（1979年）より。    | 4:04 |
| 14. | 「ダメージ・ケース - Damage Case」                        | レミー・キルミスター、エディ・クラーク、フィル・テイラー、ミック・ファレン | モーターヘッドのアルバム『オーヴァーキル』（1979年）より。    | 3:40 |
| 15. | 「ストーン・デッド・フォーエヴァー - Stone Dead Forever」 | レミー・キルミスター、エディ・クラーク、フィル・テイラー                   | モーターヘッドのアルバム『ボマー』（1979年）より。            | 4:52 |
| 16. | 「トゥー・レイト・トゥー・レイト - Too Late Too Late」    | レミー・キルミスター、エディ・クラーク、フィル・テイラー                   | モーターヘッドのシングル「オーヴァーキル」（1979年）のB面曲。 | 3:12 |

## 参加ミュージシャン
- ジェイムズ・ヘットフィールド - ボーカル、リズムギター
- カーク・ハメット - リードギター
- ジェイソン・ニューステッド - ベース
- クリフ・バートン - ベース(on Disc 2 - #6, #7)
- ラーズ・ウルリッヒ - ドラムス

下記ミュージシャンは「チューズデイズ・ゴーン」にゲスト参加。
- ジェリー・カントレル、ペッパー・キーナン、ジム・マーティン、ゲイリー・ロッシントン - ギター
- ショーン・キニー - ドラムス
- レス・クレイプール - バンジョー
- ジョン・ポッパー - ハーモニカ